# سن-بریو
سن-بریو (به فرانسوی: Saint-Brieuc) شهری در شهرستان کوت-دارمور (Côtes-d'Armor) در ناحیه بروتاین (Bretagne) با جمعیت ۴۶٬۴۳۷ نفر در کشور فرانسه واقع شده‌است